# Honda HR-V

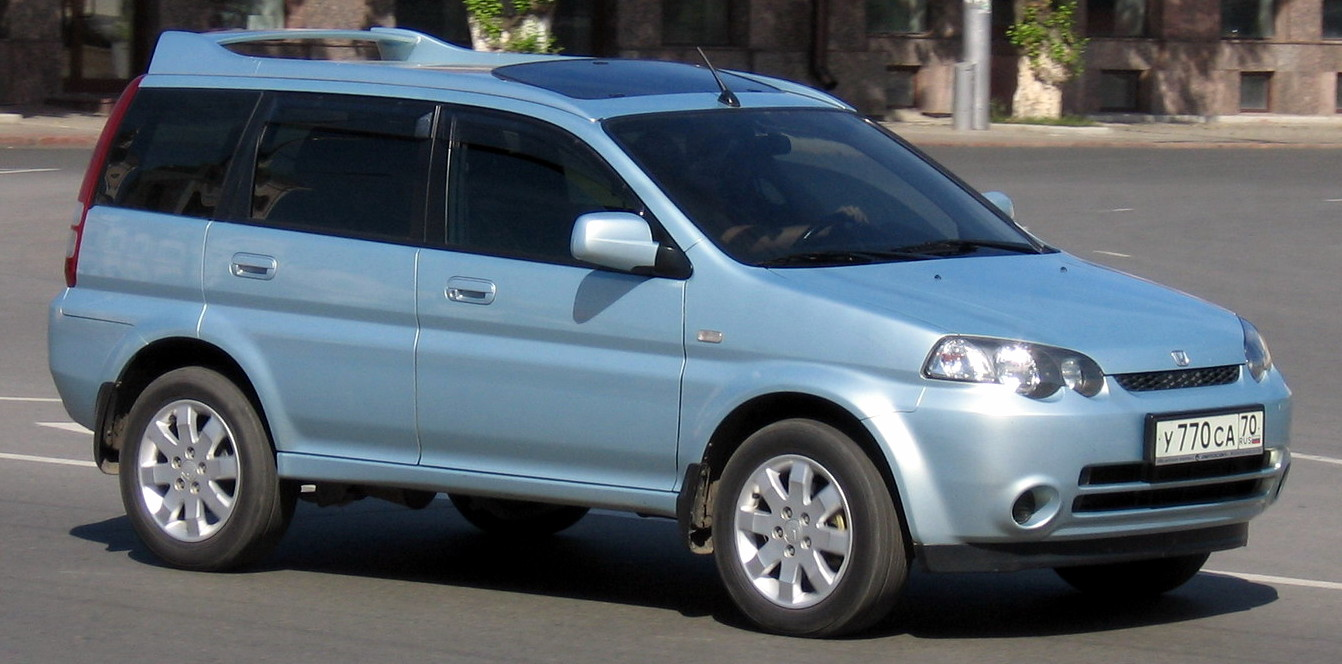
Honda HR-V från 2002.

Honda HR-V är en mindre SUV-modell som presenterades i slutet av 1990-talet. Bilen bygger på teknik från småbilen Honda Logo och kunde fås med såväl fram- som fyrhjulsdrift. Till en början hade modellen endast 3 dörrar, men på bilsalongen i Frankfurt år 2000 kom också en 5-dörrarsvariant. Den enda motor som stod till buds var en 1,6 liters 16-ventilsmotor på 105 hästkrafter. Designmässigt påminner HR-V om en något hoptryckt Volvokombi med bakljus som sträcker sig längs hela C-stolpen. I Sverige slutade modellen att tas in 2004 och här var den aldrig någon storsäljare.